# Polyplax stephensi
Polyplax stephensi är en insektsart som först beskrevs av Samuel Rickard Christophers och Robert Newstead 1906.  Polyplax stephensi ingår i släktet Polyplax och familjen ledlöss. Inga underarter finns listade i Catalogue of Life.